# دين مكدونالد
دين مكدونالد (بالإنجليزية: Dean McDonald)‏ (19 فبراير 1986 في المملكة المتحدة - ) هو لاعب كرة قدم بريطاني في مركز الوسط. لعب مع إيبسويتش تاون وروشدين ودايموندز وماكليسفيلد تاون ونادي أرسنال ونادي إنفرنيس ونادي غيلينغهام ونادي فارنبوروه ونادي مارغيت ونادي هارتلبول يونايتد ونورثويتش فيكتوريا وساتون يونايتد وكارشالتون أثلتيك وبيليريكاي تاون وTooting & Mitcham United F.C. ‏ ودولويتش هاملت وغرايز أتلاتيك ‏ ونادي وايتهوك.

## وصلات خارجية
- دين مكدونالد على موقع قاعدة بيانات كرة القدم.إي يو (الإنجليزية)
- دين مكدونالد على موقع Soccerbase.com (لاعب) (الإنجليزية)